# Марія-Аделаїда Люксембурзька
Марія-Аделаїда Люксембурзька (люксемб. Marie-Adélaïde vu Lëtzebuerg, фр. Marie-Adélaïde de Luxembourg), повне ім'я Марія-Аделаїда Луїза Тереза Вільгельміна (люксемб. D'Marie-Adélaïde Louise Thérèse Wilhelmine); 21 травня 1924 — 28 лютого 2007) — люксембурзька принцеса з династії Пармських Бурбонів, донька великої герцогині Люксембургу Шарлотти та принца Феліче Бурбон-Пармського, дружина графа Карла Йозефа Хенкеля фон Доннерсмарка.

## Біографія
Марія-Аделаїда народилась 21 травня 1924 року у замку Берг. Вона стала третьою дитиною та другою донькою в родині великої герцогині Люксембурга Шарлотти та її чоловіка Феліче Бурбон-Пармського. Дівчинка мала старшого брата Жана, оголошеного спадкоємцем престолу, та сестру Єлизавету. Незабаром в сім'ї з'явилось ще двоє молодших доньок: Марія-Габріела та Алікс і син Карл.
До 1940-го діти росли в замку Берг. Перед захопленням країни німецькими військами, родина виїхала за кордон. Протягом наступних п'яти років Марія-Аделаїда побувала у Португалії, Сполучених Штатах, Великій Британії та Канаді, де навчалася разом зі своїми сестрами в Коледжі Жезус-Марі де Сіллері поблизу Квебеку. Разом із сестрою Єлизаветою навчалася у католицькій школі містечка Волдінґем (Woldingham School) у графстві Суррей.
У віці 33 років Марія-Аделаїда пошлюбилась із 29-річним графом Хенкелем фон Доннерсмарк Карлом Йозефом. Весілля відбулося 10 квітня 1958. Цивільна церемонія пройшла у Палаці великих герцогів, а вінчання — у Соборі Люксембурзької Богоматері. У подружжя народилося четверо дітей.
Марія-Аделаїда пішла з життя 28 лютого 2007. Чоловік пережив її на рік, і пішов з життя 16 квітня 2008.

## Родина
Чоловік — Карл Йозеф Хенкель фон Доннерсмарк
Діти:
- Андреас (нар.1959) — одружений з Йоганною Гогенберг, має чотирьох дітей;
- Фелікс (1960—2007) — був одружений із Ніною Штольцль,[4] помер від раку легенів;
- Генріх (нар.1961) — одружений з Анною-Марією Меркенс, має єдиного сина;
- Шарлотта (нар.1961) — дружина графа Крістофа Меранського,[5] має трьох дітей.